# قائمة الجامعات في المغرب
الجامِعات في التنظيم الإداري المغربي هي مُؤسَّساتٌ عُموميَّة تتمتَّع بالشخصية المعنوية والاستقلال الإداري والمالي والبيداغوجي، وتُوكَّل إليها مُهمَّة التعليم العالي والبحث العلمي وتكوين الأُطر.

## قائمة الجامعات

### الجامعات العامة
هذه قائمة الجامعات المغربية العُمومية مُرتَّبة حسب سنة التأسيس، وتُجدر الإشارة إلى أنَّ جامعة القرويين الموجودة في فاس هي أقدم جامعة مُستمرة في منح الشهادات في العالم حسب موسوعة غينيس للأرقام القياسية حيثُ أُسِّست سنة 859م. كما أن جامعة محمد الخامس بالرباط هي أول جامعة مغربية حديثة، تأسست سنة 1957 مباشرة بعد استقلال المغرب عن الاستعمار الفرنسي سنة 1956.
| الجامعة | الجامعة                           | المدينة                 | موقع الويب                                                            | سنة التأسيس |
| ------- | --------------------------------- | ----------------------- | --------------------------------------------------------------------- | ----------- |
|         | جامعة القرويين                    | فاس                     | alquaraouiyine.com نسخة محفوظة 3 يونيو 2019 على موقع واي باك مشين.    | 859         |
|         | جامعة شعيب الدكالي                | الجديدة                 | ucd.ac.ma                                                             | 1962        |
|         | جامعة الحسن الثاني(1)             | الدار البيضاء والمحمدية | uh2c.ac.ma نسخة محفوظة 24 سبتمبر 2017 على موقع واي باك مشين.          | 1975        |
|         | جامعة سيدي محمد بن عبد الله       | فاس                     | usmba.ac.ma                                                           | 1975        |
|         | جامعة القاضي عياض                 | مراكش                   | uca-ar.ucam.ac.ma نسخة محفوظة 11 ديسمبر 2012 على موقع واي باك مشين.   | 1978        |
|         | جامعة محمد الأول                  | وجدة                    | ump.ma                                                                | 1978        |
|         | جامعة ابن زهر                     | أكادير                  | univ-ibnzohr.ac.ma نسخة محفوظة 19 يوليو 2017 على موقع واي باك مشين.   | 1989        |
|         | جامعة ابن طفيل                    | القنيطرة                | univ-ibntofail.ac.ma نسخة محفوظة 17 يوليو 2016 على موقع واي باك مشين. | 1989        |
|         | جامعة عبد المالك السعدي           | تطوان                   | uae.ma                                                                | 1989        |
|         | جامعة مولاي إسماعيل               | مكناس                   | umi.ac.ma                                                             | 1989        |
|         | جامعة الأخوين                     | إفران                   | aui.ma                                                                | 1992        |
|         | جامعة محمد الخامس(1)              | الرباط                  | um5.ac.ma نسخة محفوظة 20 يناير 2018 على موقع واي باك مشين.            | 1956        |
|         | جامعة الحسن الأول                 | سطات                    | uh1.ac.ma                                                             | 1997        |
|         | جامعة السلطان مولاي سليمان        | بني ملال                | universitesms.ma                                                      | 2007        |
|         | جامعة محمد السادس لعلوم الصحة     | الدار البيضاء           | um6ss.ma نسخة محفوظة 17 ديسمبر 2016 على موقع واي باك مشين.            | 2014        |
|         | جامعة محمد السادس متعددة التخصصات | بن جرير                 | emines-ingenieur.org                                                  | 2017        |

1: دُمِجَت كُلٍ جامعة الحسن الثاني بعين الشق مع نظيرتها جامعة الحسن الثاني بالمُحمدية وجامعة محمد الخامس أكدال مع جامعة محمد الخامس السويسي بعد ظهيرٍ صَدَرَ بتاريخ 12 رجب 1435 هـ المُوافق 12 مايو 2014، رقم: 92-14-1 المُتعلِّق بدمج بعض الجامعات.

### الجامعات الخاصة
وهذه قائمة بأشهر الجامعات المغربية الخاصة:
| الجامعة | الجامعة                                  | المدينة       | موقع الويب                                                 | سنة التأسيس |
| ------- | ---------------------------------------- | ------------- | ---------------------------------------------------------- | ----------- |
|         | الجامعة الدولية للرباط                   | سلا الجديدة   | uir.ac.ma نسخة محفوظة 28 يوليو 2018 على موقع واي باك مشين. | 2010        |
|         | الجامعة الدولية للدار البيضاء            | الدار البيضاء | uic.ac.ma                                                  | 2010        |
|         | الجامعة الدولية لأكادير (Universiapolis) | أكادير        | univeriapolis.ma                                           |             |
|         | جامعة العالمية (Mundiapolis)             | الدار البيضاء | mundiapolis.ma                                             | 1996        |
|         | الجامعة الخاصة لمراكش                    | مراكش         | upm.ac.ma                                                  | 2005        |
|         | الجامعة الخاصة لفاس                      | فاس           | upf.ac.ma                                                  | 2006        |
|         | الجامعة الأورومتوسطية لفاس               | فاس           | ueuromed.org                                               | 2012        |
|         | جامعة الزهراوي الدولية لعلوم الصحة       | الرباط        | uiass.ma                                                   | 2014        |